# Шосетер
Шосетер (фр. Chausseterre) насеље је и општина у источној Француској у региону Рона-Алпи, у департману Лоара која припада префектури Роан.
По подацима из 2011. године у општини је живело 244 становника, а густина насељености је износила 14,72 становника/km². Општина се простире на површини од 16,58 km². Налази се на средњој надморској висини од 688 метара (максималној 1.144 m, а минималној 627 m).

## Демографија
| 1962. | 1968. | 1975. | 1982. | 1990. | 1999. | 2011. |
| ----- | ----- | ----- | ----- | ----- | ----- | ----- |
| 360   | 366   | 326   | 314   | 277   | 277   | 244   |

График промене броја становника у току последњих година